# أشباه السقنقوريات
أشباه السقنقوريات (الاسم العلمي: Scinciformata) هي رتيبة من الحيوانات تتبع الرتبة الحرشفيات من طائفة الزواحف.

## التصنيف
- سقنقوريات الشكل
  - السقنقورينات
    - السقنقورية
      - السقنقوراوات
        - السقنقور
- كورديليات الشكل
  - الكورديلينات
    - الكورديلات
      - الكورديلاوات
        - الكورديلة